# Tansanische Fußballnationalmannschaft
Die tansanische Fußballnationalmannschaft ist die Fußballauswahl des ostafrikanischen Staates Tansania. Für eine Fußball-Weltmeisterschaft konnte sich das Land bisher noch nicht qualifizieren. Für den Afrika-Cup konnte sich die Mannschaft in den Jahren 1980, 2019  und 2024 qualifizieren. Es handelt sich im Gegensatz zur Festland-Nationalmannschaft um eine gemeinsame Mannschaft von Spielern des tansanischen Festlandes und Sansibars.
Bereits 1945 bestritt die Mannschaft der britischen Kronkolonie Tanganjika ein Spiel gegen Uganda. Es folgten in den 1940er und 1950er Jahren mehrere Spiele im Rahmen des Gossage Cups gegen Kenia, Sansibar und Uganda sowie 2 Spiele gegen Ägypten im Rahmen der Qualifikation für die Olympischen Spiele 1960. Alle diese Spiele werden von der FIFA nicht anerkannt. Die ersten von der FIFA anerkannten Spiele gegen Madagaskar werden von der FIFA auf den 1. Dezember 1964 datiert.
Wie bei vielen afrikanischen Nationalmannschaften sind nennenswerte Erfolge bei Tansania rar gesät. Zweimal nahm das Land am Afrika-Cup teil, schied aber in der Vorrunde aus.
Tansania spielte bisher nur gegen afrikanische Mannschaften und je einmal gegen Brasilien, Indonesien, Jemen und Saudi-Arabien.

## Turniere

### Weltmeisterschaft
- 1930 bis 1970 – nicht teilgenommen
- 1974 – nicht qualifiziert
- 1978 – zurückgezogen
- 1982 – nicht qualifiziert
- 1986 – nicht qualifiziert
- 1990 – nicht teilgenommen
- 1994 – zurückgezogen während der Qualifikation
- 1998 – nicht qualifiziert
- 2006 – nicht qualifiziert
- 2010 – nicht qualifiziert
- 2014 – nicht qualifiziert
- 2018 – nicht qualifiziert
- 2022 – nicht qualifiziert

### Afrikameisterschaft
- 1957 bis 1965 – nicht teilgenommen
- 1968 – zurückgezogen während der Qualifikation
- 1970 bis 1978 – nicht qualifiziert
- 1980 – Vorrunde
- 1982 – zurückgezogen
- 1984 – nicht qualifiziert
- 1986 – zurückgezogen während der Qualifikation
- 1988 bis 1992 – nicht qualifiziert
- 1994 – zurückgezogen während der Qualifikation
- 1996 bis 2002 – nicht qualifiziert
- 2004 – zurückgezogen während der Qualifikation
- 2006 bis 2017 – nicht qualifiziert
- 2019 – Vorrunde
- 2022 – nicht qualifiziert
- 2024 – Vorrunde
- 2025 – qualifiziert

### Afrikanische Nationenmeisterschaft
- 2009: Vorrunde
- 2011: nicht qualifiziert
- 2014: nicht qualifiziert
- 2016: nicht qualifiziert
- 2018: nicht qualifiziert
- 2021: Vorrunde
- 2023: nicht qualifiziert

### Ost- und Zentralafrikameisterschaft (CECAFA-Cup)
Tansania konnte fünfmal die Ost- und Zentralafrikameisterschaft (CECAFA-Cup) gewinnen: 1964, 1965, 1974, 1994, 2010.
Zudem gab es als Tanganjika zwei Titel (1949 und 1951). 2021 gewann die U-23-Mannschaft das nur für U-23-Mannschaften zugelassene Turnier.

### Südafrikameisterschaft
Tansania ist kein Mitglied des COSAFA und nahm lediglich 1997 am ersten Turnier der Südafrikameisterschaft sowie 2015 und 2017 als Gast teil.
- 1997 – Vierter
- 2015 – Vorrunde
- 2017 – Dritter

## Trainer
- Bert Trautmann (1975–1978)
- Rudi Gutendorf (1981)
- Sunday Kayuni (1993)
- Clóvis de Oliveira (1995–1997)
- Badru Hafidh (1998)
- Sylersaid Mziray (1998)
- Burkhard Pape (2000–2002)
- James Siang'a (2002)
- Mshindo Msolla (2002–2003)
- Badru Hafidh (2003–2006)
- Júlio César Leal (2006)
- Márcio Máximo (2006–2010)
- Jan B. Poulsen (2010–2012)
- Kim Poulsen (2012–2014)
- Salum Madadi (2014) interim
- Mart Nooij (2014–2015)
- Charles Boniface Mkwasa (2015–2017)
- Salum Mayanga (2017–2018)
- Emmanuel Amuneke (2018–2019)
- Etienne Ndayiragije (2019–2021) interim
- Kim Poulsen (2021–2022)
- Honour Janza (2022)
- Dean Alty (2022) interim
- Kim Poulsen (2022–2023)
- Adel Amrouche (2023–2024)
- Hemed Morocco (seit 2024) interim